# Doddosia lurida
Doddosia lurida är en tvåvingeart som beskrevs av Yeates 1990. Doddosia lurida ingår i släktet Doddosia och familjen svävflugor.
Artens utbredningsområde är Queensland. Inga underarter finns listade i Catalogue of Life.